# سائق سيارة أجرة
سائق سيارة أجرة هو السائق الذي يقود سيارة أجرة، يعمل إما كموظف في شركة أو لحسابه الخاص.

## الصحة في العمل
سائقو سيارات الأجرة هم من بين أولئك الذين يتعرضون لتلوث الطرق، على سبيل المثال خطر الإصابة بأمراض القلب والأوعية الدموية، والتي تتفاقم بالنسبة لأولئك الذين يعملون في أكثر المناطق ازدحامًا

## في السينما
- جانبية، فيلم أمريكي من إنتاج 2004، وبطولة توم كروز.
- سائق التاكسي، فيلم أمريكي، من إنتاج 1976.
- سائق سيارة أجرة، فيلم كوري من إنتاج 2017.
- على جنب يا أسطى، فيلم مصري من إنتاج 2008.
- الدنيا على جناح يمامة، فيلم مصري من إنتاج 1989.
- سائق سيارة أجرة، مسلسل كوري من إنتاج 2021.